# Chiliotrichinae
 Chiliotrichinae  Bonif., 2020 è una sottotribù di piante angiosperme dicotiledoni della famiglia delle Asteraceae (sottofamiglia Asteroideae e tribù Astereae/clade Basal grade).

## Etimologia
Il nome della sottotribù deriva dal suo genere tipo Chiliotrichum Cass. formato da due parole greco "χίλιάδες" (chiliades), che significa "mille", e "θρίξ" (thrix), che significa "pelo".
Il nome scientifico della sottotribù è stato definito dal botanico José Mauricio Bonifacino nella pubblicazione " Phytoneuron. Digital Publications in Plant Biology" ( Phytoneuron 2020-53: 18 ) del 2020.

## Descrizione

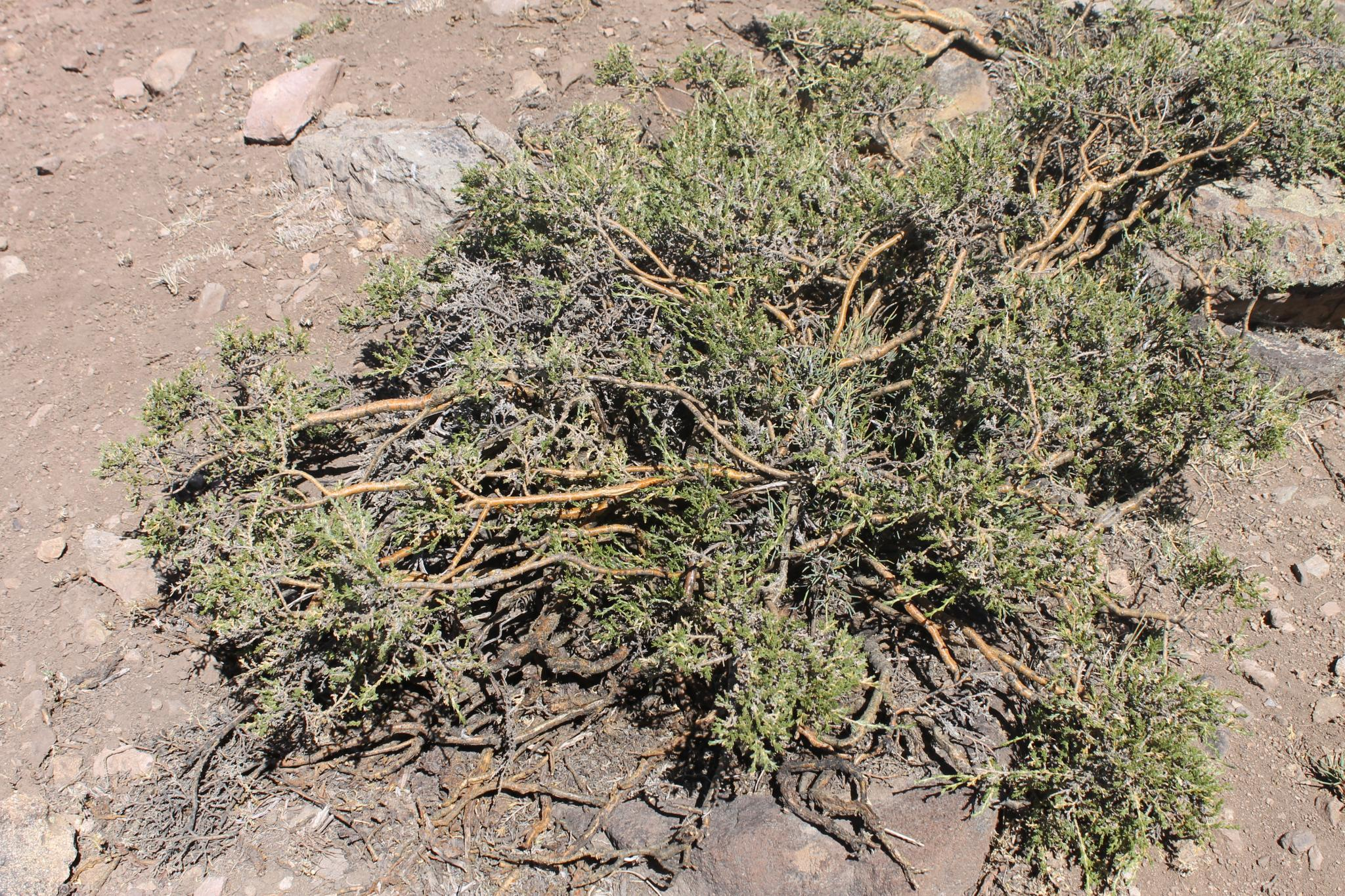
Il portamento
Nardophyllum_chiliotrichioides

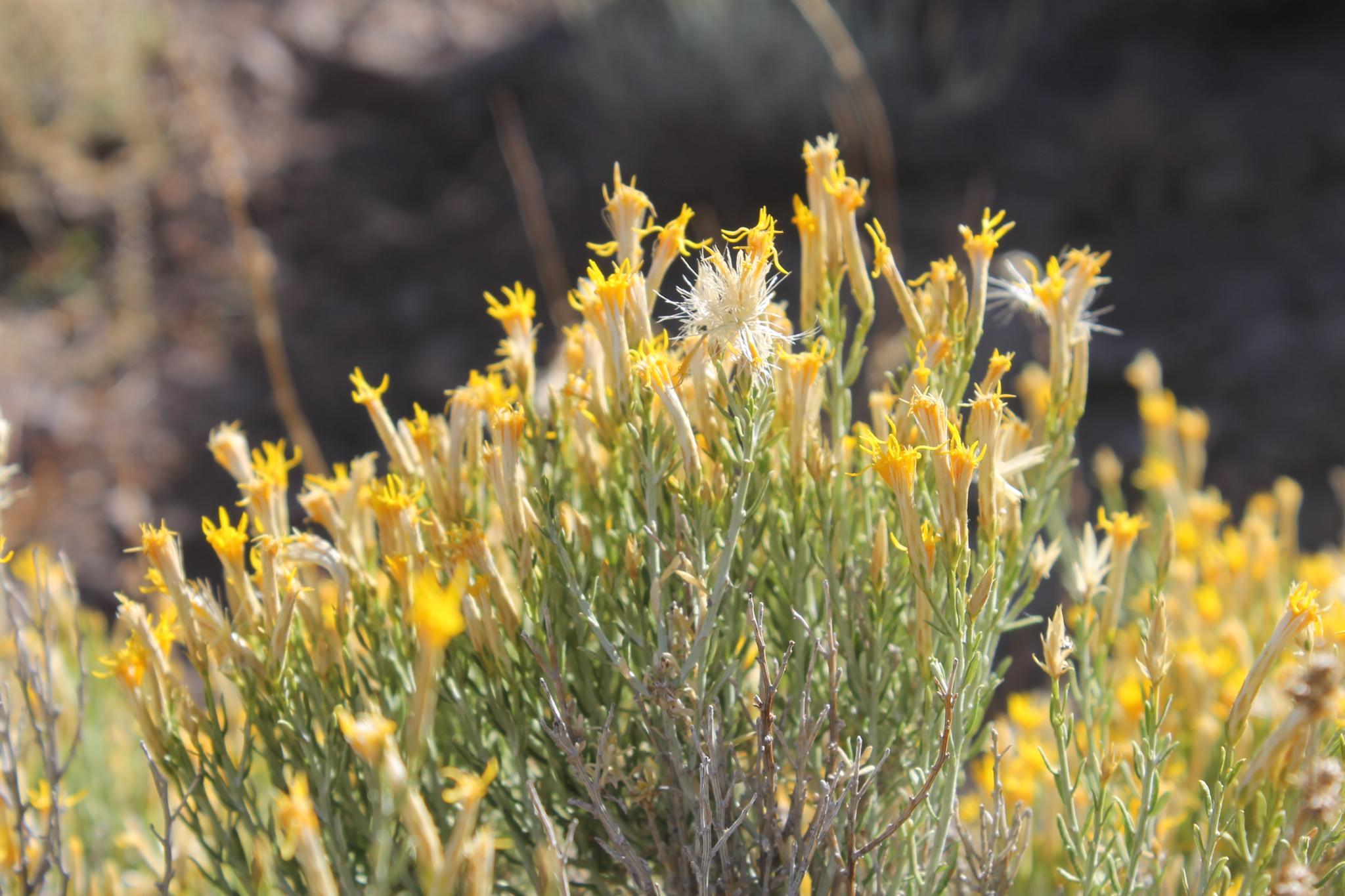
Infiorescenza
Nardophyllum_chiliotrichioides

Portamento. Le specie di questo gruppo hanno un habitus di tipo arbustivo o piccolo-arboreo.
Fusto. La parte aerea in genere è eretta e densamente ramificata.
Foglie. Le foglie in genere sono disposte in modo alternato e sono più o meno sessili. Le foglie, solitamente ridotte, sono coriacee e di tipo ericoide. La superficie abassiale è densamente tomentosa.
Infiorescenza. Le sinflorescenze sono sia scapose (capolini solitari) che composte da diversi capolini. Le infiorescenze vere e proprie sono composte da un capolino terminale peduncolato di tipo discoide con fiori spesso omogami. I capolini sono formati da un involucro, con forme da cilindriche a campanulate, composto da diverse brattee, al cui interno un ricettacolo fa da base ai fiori di due tipi: fiori del raggio e fiori del disco. Le brattee, piatte e a consistenza erbacea, sono disposte in modo più o meno embricato su più serie. Il ricettacolo è nudo ossia senza pagliette o parzialmente con pagliette a protezione della base dei fiori; la forma è piatta o da convessa a conica.
Fiori.  I fiori sono tetra-ciclici (formati cioè da 4 verticilli: calice – corolla – androceo – gineceo) e pentameri (calice e corolla formati da 5 elementi). Si distinguono in:
- fiori del raggio (esterni): se presenti sono femminili con forme ligulate (struttura zigomorfa);
- fiori del disco (centrali): sono più numerosi con forme tubulose (attinomorfe); sono ermafroditi o (raramente) funzionalmente maschili.

- Formula fiorale:

*/x K {\displaystyle \infty }, [C (5), A (5)], G 2 (infero), achenio
- Calice: i sepali del calice sono ridotti ad una coroncina di squame.

- Corolla: la forma della corolla alla base è più o meno tubulosa-imbutiforme, mentre all'apice è ligulata (i fiori del raggio) o lobata (i fiori del disco); i lobi, patenti o eretti, hanno una forma deltata o più o meno lanceolata. I colori della corolla sono giallo (i fiori del disco) e violaceo, bianco o blu (i fiori del raggio).

- Androceo: l'androceo è formato da 5 stami sorretti da filamenti generalmente liberi; gli stami sono connati e formano un manicotto circondante lo stilo; le teche (produttrici del polline) alla base sono spesso sagittate; le appendici apicali delle antere hanno delle forme piatte e lanceolate; il tessuto endoteciale (rivestimento interno dell'antera) è quasi sempre polarizzato (con due superfici distinte: una verso l'esterno e una verso l'interno). Il polline è sferico con un diametro medio di circa 25 micron;  è tricolporato (con tre aperture sia di tipo a fessura che tipo isodiametrica o poro) ed è echinato (con punte sporgenti).[9][11]

- Gineceo: l'ovario è infero uniloculare formato da 2 carpelli.[5] Lo stilo (il recettore del polline) è profondamente bifido (con due stigmi divergenti) e con le linee stigmatiche marginali separate.[12] I due bracci dello stilo hanno una forma da lanceolata a deltoide e possono essere papillosi o ricoperti da ciuffi di peli.

Frutti. I frutti sono degli acheni con pappo; in alcune specie è presente un certo dimorfismo (gli acheni dei fiori del raggio differiscono dagli acheni dei fiori del disco);
- achenio: gli acheni, con forme compresse, hanno alcune nervature laterali; la superficie normalmente è cosparsa da setole, qualche volta ghiandolose; la parete dell'achenio è formata da celle contenenti rafidi ma prive di fitomelanina; il carpoforo normalmente è anulare; le setole con punte a forma di ancora non sono presenti;
- pappo: il pappo è formato da alcune serie di setole appiattite.

## Biologia
Impollinazione: l'impollinazione avviene tramite insetti (impollinazione entomogama tramite farfalle diurne e notturne).

Riproduzione: la fecondazione avviene fondamentalmente tramite l'impollinazione dei fiori (vedi sopra).

Dispersione: i semi (gli acheni) cadendo a terra sono successivamente dispersi soprattutto da insetti tipo formiche (disseminazione mirmecoria). In questo tipo di piante avviene anche un altro tipo di dispersione: zoocoria. Infatti gli uncini delle brattee dell'involucro (se presenti) si agganciano ai peli degli animali di passaggio disperdendo così anche su lunghe distanze i semi della pianta. Inoltre per merito del pappo il vento può trasportare i semi anche a distanza di alcuni chilometri (disseminazione anemocora).

## Distribuzione e habitat
Le specie di questa sottotribù sono distribuite in soprattutto nel Sud America (Ande).

## Sistematica
La famiglia di appartenenza di questa voce (Asteraceae o Compositae, nomen conservandum) probabilmente originaria del Sud America, è la più numerosa del mondo vegetale, comprende oltre 23.000 specie distribuite su 1.535 generi, oppure 22.750 specie e 1.530 generi secondo altre fonti (una delle checklist più aggiornata elenca fino a 1.679 generi). La famiglia attualmente (2021) è divisa in 16 sottofamiglie; la sottofamiglia Asteroideae è una di queste e rappresenta l'evoluzione più recente di tutta la famiglia.

### Filogenesi
Il gruppo di questa voce è descritto nella tribù Astereae, una delle 21 tribù della sottofamiglia Asteroideae). Da un punto di vista filogenetico, la tribù Astereae fa parte del supergruppo (o sottofamiglia) "Asteroideae grade"; l'altro è il supergruppo "Non-Asteroideae" contenente il resto delle sottofamiglie delle Asteraceae. All'interno del supergruppo è vicina alle tribù Senecioneae, Calenduleae, Gnaphalieae e Anthemideae.
I caratteri più notevoli della tribù Astereae sono: la base delle antere sono prive di code e non sono calcarate (speronate); le linee stigmatiche dei bracci dello stilo sono totalmente separate; i due bracci dello stilo hanno una forma breve o allungata da lanceolata a deltoide e possono essere papillosi o ricoperti da ciuffi di peli (all'esterno, mentre all'interno sono glabri). La distribuzione della maggior parte delle specie di questo gruppo è nelle regioni temperate nord e sud.
In base alle ultime ricerche nella tribù sono stati individuati (provvisoriamente) 5 principali lignaggi:
- Basal grade: include alcuni generi isolati, il gruppo "South American-Oceania",  alcune sottotribù africane e il gruppo dei generi legnosi del Madagascar.
- Bellis lineage: comprende le sottotribù eurasiatiche e una sottotribù africana.
- Aster lineage: include i generi asiatici di Asterinae e i principali gruppi dell'Australia e dell'Oceania.
- Baccharis lineage: include alcuni gruppi sudamericani.
- North American lineage: include la vasta gamma di sottotribù del Nordamerica, Messico e alcuni gruppi distribuiti nel Sudamerica.

La sottotribù di questa voce è inclusa nel lignaggio "Basal grade". In particolare fa parte del sottogruppo relativo agli areali del Sudamerica insieme alla sottotribù Oritrophiinae. Le specie di questo gruppo sono caratterizzate da un livello di ploidia 2x o 4x.
La sottotribù è suddivisa in tre cladi (o gruppi):
| Clade               | Generi                                                      | Caratteri più significativi |
| ------------------- | ----------------------------------------------------------- | --- |
| Chiliotrichum clade | Aylacophora - Chiliotrichum - Lepidophyllum - Chiliophyllum | Due caratteri morfologici principali uniscono questo clade: (1) un pappo composto da scaglie a forma e disposizione variabili, e (2) degli acheni privi di tricomi gemelli tra le costole (o al massimo hanno solo pochissimi tricomi sparsi nella parte superiore). Altri caratteri condivisi sono: i capolini sono del tipo radiato, i ricettacoli sono parzialmente provvisti di pagliette, i rami dello stilo sono piuttosto oblunghi ed ottusi e il pappo è biseriato. |
| Nardophyllum clade  | Katinasia - Nardophyllum - Chiliotrichiopsis - Cabreraea    | Il clade è da moderatamente a ben supportato e l'unico carattere morfologico comune a tutte le specie del gruppo sono gli acheni villosi, fittamente ricoperti da corti tricomi gemelli. Altri caratteri secondari sono i capolini di tipo discoidale e i ricettacoli parzialmente con pagliette. |
| Llerasia clade      | Ocyroe - Llerasia - Haroldia                                | Ocyroe e Llerasia condividono le seguenti caratteristiche morfologiche: il pappo di setole affusolate, le corolle con pubescenze ghiandolari nella porzione centrale del tubo compreso un rigonfiamento globoso non visibile alla base del tubo, le antere con alla base un colletto sclerificato e rami dello stilo lunghi e acuti. |

Il genere Haroldia risulta in posizione intermedia tra i cladi Llerasia e Nardophyllum e comunque più vicio al clade Llerasia. Inoltre i cladi Llerasia e Nardophyllum formano un "gruppo fratello".
Il cladogramma seguente, tratto dallo studio citato e semplificato, mostra una possibile configurazione filogenetica della sottotribù.
|  | Chiliophyllum                                                   |
|  |                                                                 |
|  | \| \| Lepidophyllum \| \| \| \| \| \| Chiliotrichum \| \| \| \| |
|  |                                                                 |
|  | Lepidophyllum                                                   |
|  |                                                                 |
|  | Chiliotrichum                                                   |
|  |                                                                 |

|  | Lepidophyllum |
|  |               |
|  | Chiliotrichum |
|  |               |

|  | Chiliophyllum                                                   |
|  |                                                                 |
|  | \| \| Lepidophyllum \| \| \| \| \| \| Chiliotrichum \| \| \| \| |
|  |                                                                 |
|  | Lepidophyllum                                                   |
|  |                                                                 |
|  | Chiliotrichum                                                   |
|  |                                                                 |

|  | Lepidophyllum |
|  |               |
|  | Chiliotrichum |
|  |               |

|  | Ocyroe   |
|  |          |
|  | Llerasia |
|  |          |

|  | Chiliotrichiopsis                                          |
|  |                                                            |
|  | \| \| Cabreraea \| \| \| \| \| \| Nardophyllum \| \| \| \| |
|  |                                                            |
|  | Cabreraea                                                  |
|  |                                                            |
|  | Nardophyllum                                               |
|  |                                                            |

|  | Cabreraea    |
|  |              |
|  | Nardophyllum |
|  |              |

|  | Chiliotrichiopsis                                          |
|  |                                                            |
|  | \| \| Cabreraea \| \| \| \| \| \| Nardophyllum \| \| \| \| |
|  |                                                            |
|  | Cabreraea                                                  |
|  |                                                            |
|  | Nardophyllum                                               |
|  |                                                            |

|  | Cabreraea    |
|  |              |
|  | Nardophyllum |
|  |              |

|  | Chiliotrichiopsis                                          |
|  |                                                            |
|  | \| \| Cabreraea \| \| \| \| \| \| Nardophyllum \| \| \| \| |
|  |                                                            |
|  | Cabreraea                                                  |
|  |                                                            |
|  | Nardophyllum                                               |
|  |                                                            |

|  | Cabreraea    |
|  |              |
|  | Nardophyllum |
|  |              |

|  | Chiliotrichiopsis                                          |
|  |                                                            |
|  | \| \| Cabreraea \| \| \| \| \| \| Nardophyllum \| \| \| \| |
|  |                                                            |
|  | Cabreraea                                                  |
|  |                                                            |
|  | Nardophyllum                                               |
|  |                                                            |

|  | Cabreraea    |
|  |              |
|  | Nardophyllum |
|  |              |

|  | Ocyroe   |
|  |          |
|  | Llerasia |
|  |          |

|  | Chiliotrichiopsis                                          |
|  |                                                            |
|  | \| \| Cabreraea \| \| \| \| \| \| Nardophyllum \| \| \| \| |
|  |                                                            |
|  | Cabreraea                                                  |
|  |                                                            |
|  | Nardophyllum                                               |
|  |                                                            |

|  | Cabreraea    |
|  |              |
|  | Nardophyllum |
|  |              |

|  | Chiliotrichiopsis                                          |
|  |                                                            |
|  | \| \| Cabreraea \| \| \| \| \| \| Nardophyllum \| \| \| \| |
|  |                                                            |
|  | Cabreraea                                                  |
|  |                                                            |
|  | Nardophyllum                                               |
|  |                                                            |

|  | Cabreraea    |
|  |              |
|  | Nardophyllum |
|  |              |

|  | Chiliotrichiopsis                                          |
|  |                                                            |
|  | \| \| Cabreraea \| \| \| \| \| \| Nardophyllum \| \| \| \| |
|  |                                                            |
|  | Cabreraea                                                  |
|  |                                                            |
|  | Nardophyllum                                               |
|  |                                                            |

|  | Cabreraea    |
|  |              |
|  | Nardophyllum |
|  |              |

|  | Chiliotrichiopsis                                          |
|  |                                                            |
|  | \| \| Cabreraea \| \| \| \| \| \| Nardophyllum \| \| \| \| |
|  |                                                            |
|  | Cabreraea                                                  |
|  |                                                            |
|  | Nardophyllum                                               |
|  |                                                            |

|  | Cabreraea    |
|  |              |
|  | Nardophyllum |
|  |              |

|  | Chiliophyllum                                                   |
|  |                                                                 |
|  | \| \| Lepidophyllum \| \| \| \| \| \| Chiliotrichum \| \| \| \| |
|  |                                                                 |
|  | Lepidophyllum                                                   |
|  |                                                                 |
|  | Chiliotrichum                                                   |
|  |                                                                 |

|  | Lepidophyllum |
|  |               |
|  | Chiliotrichum |
|  |               |

|  | Chiliophyllum                                                   |
|  |                                                                 |
|  | \| \| Lepidophyllum \| \| \| \| \| \| Chiliotrichum \| \| \| \| |
|  |                                                                 |
|  | Lepidophyllum                                                   |
|  |                                                                 |
|  | Chiliotrichum                                                   |
|  |                                                                 |

|  | Lepidophyllum |
|  |               |
|  | Chiliotrichum |
|  |               |

|  | Ocyroe   |
|  |          |
|  | Llerasia |
|  |          |

|  | Chiliotrichiopsis                                          |
|  |                                                            |
|  | \| \| Cabreraea \| \| \| \| \| \| Nardophyllum \| \| \| \| |
|  |                                                            |
|  | Cabreraea                                                  |
|  |                                                            |
|  | Nardophyllum                                               |
|  |                                                            |

|  | Cabreraea    |
|  |              |
|  | Nardophyllum |
|  |              |

|  | Chiliotrichiopsis                                          |
|  |                                                            |
|  | \| \| Cabreraea \| \| \| \| \| \| Nardophyllum \| \| \| \| |
|  |                                                            |
|  | Cabreraea                                                  |
|  |                                                            |
|  | Nardophyllum                                               |
|  |                                                            |

|  | Cabreraea    |
|  |              |
|  | Nardophyllum |
|  |              |

|  | Chiliotrichiopsis                                          |
|  |                                                            |
|  | \| \| Cabreraea \| \| \| \| \| \| Nardophyllum \| \| \| \| |
|  |                                                            |
|  | Cabreraea                                                  |
|  |                                                            |
|  | Nardophyllum                                               |
|  |                                                            |

|  | Cabreraea    |
|  |              |
|  | Nardophyllum |
|  |              |

|  | Chiliotrichiopsis                                          |
|  |                                                            |
|  | \| \| Cabreraea \| \| \| \| \| \| Nardophyllum \| \| \| \| |
|  |                                                            |
|  | Cabreraea                                                  |
|  |                                                            |
|  | Nardophyllum                                               |
|  |                                                            |

|  | Cabreraea    |
|  |              |
|  | Nardophyllum |
|  |              |

|  | Ocyroe   |
|  |          |
|  | Llerasia |
|  |          |

|  | Chiliotrichiopsis                                          |
|  |                                                            |
|  | \| \| Cabreraea \| \| \| \| \| \| Nardophyllum \| \| \| \| |
|  |                                                            |
|  | Cabreraea                                                  |
|  |                                                            |
|  | Nardophyllum                                               |
|  |                                                            |

|  | Cabreraea    |
|  |              |
|  | Nardophyllum |
|  |              |

|  | Chiliotrichiopsis                                          |
|  |                                                            |
|  | \| \| Cabreraea \| \| \| \| \| \| Nardophyllum \| \| \| \| |
|  |                                                            |
|  | Cabreraea                                                  |
|  |                                                            |
|  | Nardophyllum                                               |
|  |                                                            |

|  | Cabreraea    |
|  |              |
|  | Nardophyllum |
|  |              |

|  | Chiliotrichiopsis                                          |
|  |                                                            |
|  | \| \| Cabreraea \| \| \| \| \| \| Nardophyllum \| \| \| \| |
|  |                                                            |
|  | Cabreraea                                                  |
|  |                                                            |
|  | Nardophyllum                                               |
|  |                                                            |

|  | Cabreraea    |
|  |              |
|  | Nardophyllum |
|  |              |

|  | Chiliotrichiopsis                                          |
|  |                                                            |
|  | \| \| Cabreraea \| \| \| \| \| \| Nardophyllum \| \| \| \| |
|  |                                                            |
|  | Cabreraea                                                  |
|  |                                                            |
|  | Nardophyllum                                               |
|  |                                                            |

|  | Cabreraea    |
|  |              |
|  | Nardophyllum |
|  |              |

I caratteri distintivi di questa sottotribù sono:
- il portamento delle specie è arbustivo-resinoso;
- le foglie sono generalmente bianco-tomentose;
- i capolini sono di tipo radiato;
- in genere il ricettacolo è provvisto di pagliette (a protezione degli acheni).

### Composizione della sottotribù
La sottotribù Chiliotrichinae comprende 11 generi e 32 specie.
| Genere                          | N. specie                                                  | Distribuzione                | Caratteri più significativi | Numeri cromosomici | Fiori |
| ------------------------------- | ---------------------------------------------------------- | ---------------------------- | --- | ------------------ | ----- |
| Aylacophora Cabrera, 1953       | Una specie: Aylacophora deserticola Cabrera, 1953          | Argentina (meridionale)      | Le foglie sono sparse, caduche e precoci. - Il capolino è discoidale con l'involucro globoso. - Gli acheni hanno delle forme elicoidali e molte nervature longitudinali con superficie irsuta-strigosa. - La lunghezza del pappo è uguale alla corolla dei fiori del disco.       |                    |       |
| Cabreraea Bonif., 2009          | Una specie: Cabreraea andina (Cabrera) Bonif., 2009        | Argentina (nord-occidentale) | Le foglie sono lineari. - Le corolle dei fiori del raggio sono gialle. - Le setole del pappo sono eteromorfe (le serie esterne sono più corte). |                    |       |
| Chiliophyllum Phil., 1864       | Una specie: Chiliophyllum densifolium Phil., 1864          | Argentina (nord-ovest)       | Le foglie hanno delle forme obovate con margini interi e non sono revolute. - I fiori del raggio sono presenti. - Gli acheni non sono in modo evidente ghiandolosi-viscidi. - Il pappo è formato da setole/scaglie barbate, connate e lunghe come la corolla dei fiori del disco. |                    |       |
| Chiliotrichiopsis Cabrera, 1937 | 3                                                          | Argentina, Bolivia e Perù    | I fiori del raggio non sempre sono presenti. - Il pappo è fatto di scaglie lacerato-fimbriate, sottili, piatte e separate. - Gli acheni talvolta sono fortemente ghiandolosi e viscidi.                                                                                           |                    |       |
| Chiliotrichum Cass., 1817       | 3                                                          | Sudamerica meridionale       | Il portamento è arbustivo con capolini radiati. - Le foglie hanno delle forme da strettamente ellittiche a obovate o lineari. - I fiori del raggio sono presenti e sono bianchi. - Il pappo è formato da 2 - 3 serie di scaglie appiattite.                                       |                    |       |
| Katinasia Bonif., 2009          | Una specie: Katinasia cabrerae (Bonif.) Bonif., 2009       | Argentina                    | I margini delle foglie sono interi e non sono revoluti. - I capolini sono del tipo discoide. - Le corolle dei fiori del raggio sono bianche. - Il pappo è formato da 3 - 4 serie di setole affusolate (quelle esterne sono più corte).                                            |                    |       |
| Lepidophyllum Cass., 1816       | Una specie: Lepidophyllum cupressiforme (Lam.) Cass., 1823 | Sudamerica (meridionale)     | Questa specie è aromatica. - Il portamento consiste in rami e foglie (decussate) densamente stipate come il cipresso. - I capolini sono del tipo radiato con ricettacolo parzialmente con pagliette. - Il pappo, caduco, è formato da scaglie strettamente subulate.              | 2n = 18            |       |
| Llerasia Triana, 1858           | 14                                                         | Sudamerica nord-occidentale  | Le sinflorescenze sono formate da diversi capolini in formazioni corimbose. - Il ricettacolo è colonnare. - I capolini sono omogami senza i fiori del raggio. |                    |       |
| Nardophyllum Hook. & Arn., 1836 | 5                                                          | Argentina                    | I margini delle foglie sono revoluti. - Le corolle dei fiori del raggio sono gialle. - Il pappo è formato da 2 serie di setole piatte. |                    |       |
| Ocyroe Phil., 1891              | Una specie: Ocyroe armata (Wedd.) Bonif., 2008             | Sudamerica occidentale       | Gli arbusti sono eretti con rami rigidi e spinosi. - Le foglie sono minute. - I capolini sono solitari. - Il pappo è formato da 3 - 5 serie di setole. - Gli acheni sono densamente villosi.                                                                                      |                    |       |

### Visione sinottica della sottotribù
L’elenco seguente utilizza in parte il sistema delle chiavi analitiche (vengono cioè indicate solamente quelle caratteristiche utili a distingue un genere dall'altro):
- 1A: i capolini sono sempre del tipo discoidale; ricettacoli in genere sono nudi (senza pagliette a protezione della base dei fiori); le corolle sono gialle con tricomi ghiandolosi lungo il tubo e un rigonfiamento globoso alla base; il pappo è formato da 3 - 5 serie di setole;

Ocyroe: gli arbusti sono eretti con rami rigidi e spinosi; le foglie sono minute; i capolini sono solitari; il pappo è formato da 3 - 5 serie di setole; gli acheni sono densamente villosi.
Llerasia: gli arbusti sono scadenti (i rami non sono spinosi); le foglie sono grandi (più di 40 mm); i capolini sono numerosi in formazioni corimbose; il pappo è formato da 2 serie di setole; gli acheni sono punteggiati di ghiandole.
- 1B: i capolini sono del tipo discoidale o radiato; ricettacoli sono più o meno provvisti di pagliette a protezione della base dei fiori; le corolle sono gialle o bianche senza tricomi e rigonfiamento globoso alla base; il pappo è formato da 1 - 2 serie di scaglie o setole appiattite;
  - 2A: le foglie sono decussate (a disposizione opposta e incrociate ad angolo retto) e squamose;

Lepidophyllum.
- 2B: le foglie sono disposte in modo alterno con varie forme ma mai triangolari e squamose;

- 3A: il pappo è formato da una serie di scaglie;

- 4A: le nervature dei rami sono lunghe; le foglie sono sparse, caduche e precoci; l'involucro è globoso; i capolini sono del tipo discoidale;

Aylacophora.
- 4B: i rami sono più o meno privi di nervature; le foglie sono fitte e persistenti; l'involucro ha delle forme da cilindrico a campanulato; i capolini sono soprattutto del tipo radiale;

- 5A: le foglie hanno delle forme obovate con margini interi e non sono revolute; le scaglie del pappo sono lineari, connate e scabre sui margini;

Chiliophyllum.
- 5B: le foglie hanno delle forme da ovate a lineari con margini revoluti; le scaglie del pappo sono strettamente ovate, e divise all'apice;

Haroldia: le pagliette del ricettacolo sono subulate e rigide verso l'apice; le venature della corolla sono più spesse alla base; le scaglie del pappo sono grossolane e connate.
Chiliotrichiopsis: le pagliette del ricettacolo sono acute e morbide; le venature della corolla sono poco visibili; le scaglie del pappo sono sottili, piatte e separate.
- 3B: il pappo è formato da 2 - 4 serie di scaglie;

- 6A: i capolini sono del tipo radiato;

Cabrerea: le foglie sono lineari; le corolle dei fiori del raggio sono gialle; le setole del pappo sono eteromorfe (le serie esterne sono più corte).
Chiliotrichum: le foglie hanno delle forme da strettamente ellittiche a obovate o lineari; le corolle dei fiori del raggio sono bianche; le setole del pappo sono isomorfe.
- 6B: i capolini sono del tipo discoide;

Katinasia: i margini delle foglie sono interi e non sono revoluti; le corolle dei fiori del raggio sono bianche; il pappo è formato da 3 - 4 serie di setole affusolate (quelle esterne sono più corte).
Nardophyllum: i margini delle foglie sono revoluti; le corolle dei fiori del raggio sono gialle; il pappo è formato da 2 serie di setole piatte.